# Parigi-Camembert 1934
La Parigi-Camembert 1934, prima storica edizione della corsa, si svolse il 10 giugno 1934. Fu vinta dal francese Louis Thiétard.

## Ordine d'arrivo (Top 10)
| Pos. | Corridore         | Squadra            | Tempo |
| ---- | ----------------- | ------------------ | ----- |
| 1    | Louis Thiétard    | Peugeot-Hutchinson |       |
| 2    | Alexandre Hamelin | -                  |       |
| 3    | J. Gonnet         | -                  |       |
| 4    | Auguste Mallet    | -                  |       |
| 5    | Jean Nedellec     | -                  |       |
| 6    | Gosnet            | -                  |       |
| 7    | Durq              | -                  |       |
| 8    | Hiquiest          | -                  |       |
| 9    | G. Saint-Martin   | -                  |       |
| 10   | Ducher            | -                  |       |